# Gynoplistia toxopei
Gynoplistia toxopei är en tvåvingeart som beskrevs av Alexander 1960. Gynoplistia toxopei ingår i släktet Gynoplistia och familjen småharkrankar. Inga underarter finns listade i Catalogue of Life.